# Leptotocepheus mahunkai
Leptotocepheus mahunkai är en kvalsterart som beskrevs av Corpuz-Raros 1999. Leptotocepheus mahunkai ingår i släktet Leptotocepheus och familjen Tetracondylidae. Inga underarter finns listade i Catalogue of Life.